# Ракконіджі
Ракконіджі (італ. Racconigi, п'єм. Racunis) — муніципалітет в Італії, у регіоні П'ємонт,  провінція Кунео.
Ракконіджі розташоване на відстані близько 510 км на північний захід від Рима, 34 км на південь від Турина, 45 км на північ від Кунео.
Населення — 10 112 осіб (2014).
Покровитель — святий Іван Хреститель.

## Демографія
Населення за роками:

Станом на 1 січня 2023 року в муніципалітеті офіційно проживало 1119 іноземців з 53 країн, серед них 259 громадян країн Євросоюзу та 7 громадян України.

## Сусідні муніципалітети
- Караманья-П'ємонте
- Карманьйола
- Казальграссо
- Каваллерлеоне
- Каваллермаджоре
- Ломбріаско
- Мурелло
- Полонгера
- Соммарива-дель-Боско